# عبدالرضا کاهانی
عبدالرضا کاهانی (زادهٔ ۱ دی ۱۳۵۲ در نیشابور) کارگردان، فیلمنامه‌نویس و تهیه‌کننده اهل ایران است..

## زندگی شخصی
عبدالرضا کاهانی در ۱ دی ۱۳۵۲ در نیشابور زاده شد. وی از چهارده سالگی در نمایش‌های گوناگونی بازیگری، نویسندگی و کارگردانی را تجربه کرد و به‌خاطر آن‌ها چندین جایزه در مقاطع دانش‌آموزی و دانشگاهی دریافت کرد. او دیپلم خود را در شهر نیشابور و در رشتهٔ فرهنگ و ادب (علوم انسانی) در سال ۱۳۷۰ دریافت کرد و پس از آن راهی دانشگاه آزاد اراک شد تا به تحصیل رشتهٔ بازیگری (نمایش) بپردازد و مدرک کارشناسی خود را در سال ۱۳۷۵ دریافت نماید. عبدالرضا کاهانی کارشناسی ارشد کارگردانی تئاتر را در دانشکده هنر و معماری آغاز نمود. اما در مرحلهٔ پایان‌نامه تحصیلاتش را رها کرد.
شیما منفرد همسر کاهانی است که معمولاً تدوین فیلم‌های همسرش را بعهده دارد.

## سینما
عبدالرضا کاهانی فعالیت هنری را با ساخت فیلم‌های کوتاه آغاز کرد. او در ۱۶سالگی فیلم کوتاه «خنده» را با تهیه‌کنندگی خودش ساخت که نسخه‌ای از آن در دسترس نیست. نخستین فیلم‌نامهٔ حرفه‌ای کاهانی در سال ۱۳۷۷ باعنوان سفر به شرق توسط سیدمهدی برقعی ساخته شد. او سپس چندین سال را به ساخت فیلم‌های کوتاه اختصاص داد. نخستین کار کوتاه او مسافران نیاز (۱۳۸۱) نام داشت. عبدالرضا کاهانی در سال ۱۳۸۳ فیلم رقص با ماه را ساخت که در نیمهٔ راه تولید به دلیل اختلاف محتوایی با تهیه‌کننده، ساخت آن متوقف شد و به مرور زمان از بین رفت.
آدم نخستین فیلم سینمایی ساختهٔ کاهانی ساخته سال ۱۳۸۵ است. این فیلم پس از حضور در جشنواره فیلم فجر، توقیف شد و پس از سه سال، بدون اکران وارد شبکهٔ سینمای خانگی شد. کاهانی در سال ۱۳۸۶ آن‌جا را ساخت که این فیلم نیز بلافاصله توسط وزارت ارشاد دولت نهم توقیف شد و در جشنواره فیلم فجر نیز پذیرفته نشد.
بیست نام فیلم بعدی کاهانی است که در سال ۱۳۸۷ ساخته شد. این نخستین فیلم کاهانی است که به اکران عمومی درآمد. او با این فیلم به هفدهمین دوره جشنواره بین‌المللی فیلم دمشق راه یافت. بیست برنده جایزه نقره مسابقه فیلم‌های بلند جشنواره بین‌المللی سینمایی دمشق شد.
عبدالرضا کاهانی پس از آن و در سال ۱۳۸۸ هیچ را ساخت. این فیلم با سانسور در ایران اکران شده است. اما هم چنان مجوز نمایش در خارج از کشور را ندارد. پس از این فیلم بود که قانون دریافت مجوز خارجی برای نمایش فیلم‌ها در خارج از ایران وضع شد و هیچ، نخستین فیلمی بود که مجوز خارجی دریافت نکرد. هیچ تنها در یک سانس در جشنوارهٔ بیست و هشتم فیلم فجر برای اهالی مطبوعات نمایش داده شد که با استقبال روبرو شد. معاونت سینمایی که پیش از آن هیچ را به خاطر سیاه‌نمایی توقیف اعلام کرده بود، ترجیح داد آن را رفع توقیف کند و در نوروز ۱۳۸۹ در سینماها اکران شد.
عبدالرضا کاهانی در ۲۰ تیر ۱۳۸۸، هنگام دریافت جایزه ویژه هیئت داوران چهل و چهارمین دوره جشنواره فیلم کارلووی واری در جمهوری چک برای فیلم بیست، از حاضران در سالن خواست، برای ادای احترام به مبارزهٔ مردم ایران از جای خود برخیزند.
عبدالرضا کاهانی در سال ۱۳۸۹ فبلم سینمایی اسب حیوان نجیبی است را جلوی دوربین برد. این فیلم به دلیل شکایت نیروی انتظامی و مخالفت‌های وزارت ارشاد، پس از ۷ ماه مجوز اکران در داخل ایران را به دست آورد. اما مانند فیلم هیچ، مجوز خارجی دریافت نکرد و از نمایش جهانی بازماند. پخش‌کنندهٔ جهانی فیلم که اقدام به رایزنی برای نمایش فیلم در خارج از کشور کرده بود با پذیرش فیلم در بخش مسابقه از سوی چند جشنواره معتبر روبه رو شد اما وزارت ارشاد، فعالیت‌های پخش‌کننده را متوقف کرد و باز هم از نمایش فیلم خودداری ورزید. این کار باعث واکنش و انتشار بیانیه از سوی مدیران چند جشنواره از جمله ابوظبی و شیکاگو شد.
بی‌خود و بی‌جهت نام آخرین فیلم سینمایی کاهانی است که در سال ۱۳۹۰ ساخته شد. این فیلم پس از ۷ ماه مجوز گرفت ولی برای اکران به مشکلاتی برخورد. بیست تنها فیلم سینمایی کاهانی است که از تلویزیون ایران پخش شد. دیگر فیلم‌های عبدالرضا کاهانی همواره با حاشیه‌های گوناگونی روبه‌رو بوده که مهم‌ترین آن‌ها دریافت مجوز ساخت و نمایش است. ۵ فیلم‌نامهٔ کاهانی در طول ۵ سال مجوز نگرفته‌اند و در پی آن، او فیلم‌نامه‌های جایگزین را ساخته است. آن دسته از فیلم‌های کاهانی که اکران شده‌اند، از محبوبیت چشمگیری در میان تماشاگران برخوردار بوده‌اند. این را می‌توان از فروش بیش از ۱ میلیارد و ۲۰۰ میلیون تومانی فیلم اسب حیوان نجیبی است دریافت.

### مستند
عبدالرضا کاهانی در سال ۱۳۸۰ فیلم مستند مسافران نیاز را ساخت و پس از آن در سال ۱۳۸۱ باد به دستان و در سال ۱۳۸۳ مستند پژوهشی ظلم آباد را جلوی دوربین برد.

### کوتاه
کاهانی که برای نخستین‌بار در ۱۶ سالگی با فیلم کوتاه خنده کارگردانی را تجربه کرده بود در سال ۱۳۸۲ فیلم کوتاه دیگری با عنوان چای دو نفره را ساخت که دومین و آخرین فیلم کوتاهش بود.

### فیلم‌نامه
کاهانی به جز فیلمنامه‌های فیلم‌های خود، فیلم‌نامه سفر به شرق را نیز در سال ۱۳۸۰ برای سیدمهدی برقعی نوشته است. به گفته کاهانی، فیلمنامه‌های ساخته نشده‌ای هم دارد که هنوز موفق به ساخت آن‌ها نشده است.

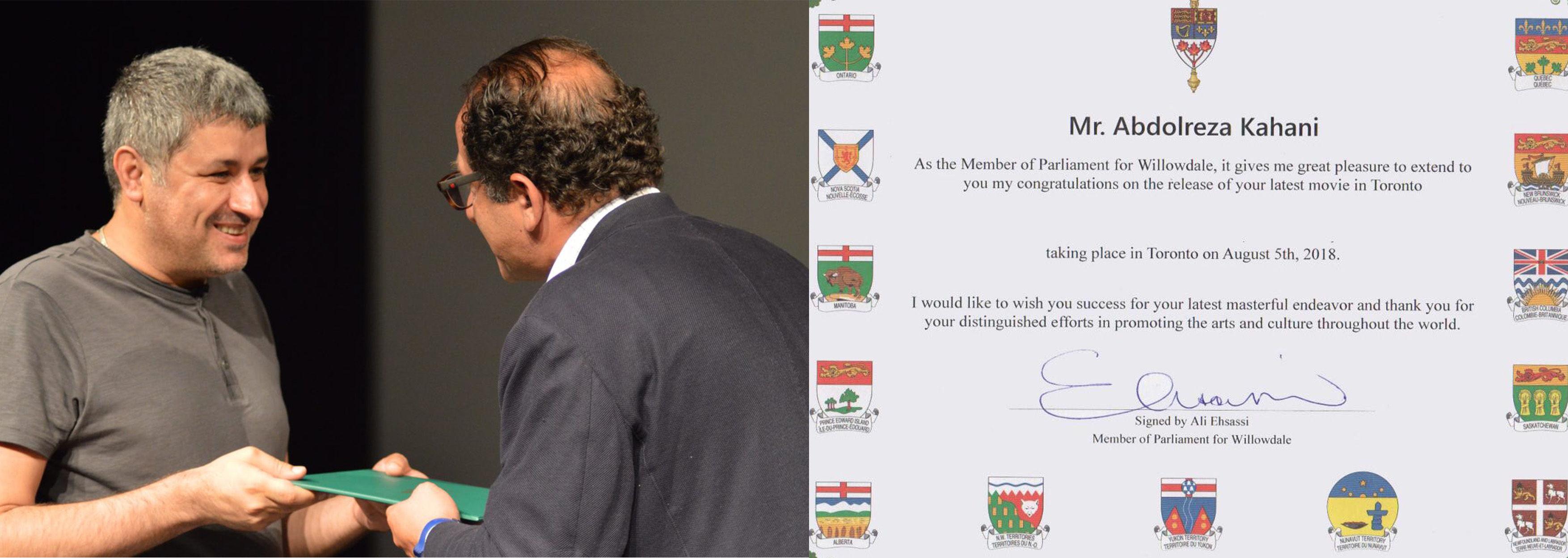
مراسم تقدیر از عبدالرضاکاهانی در مجلس کانادا (۲۰۱۸)

## حواشی

### انصراف از اکران بی‌خود و بی‌جهت
در پایان شهریور سال ۱۳۹۱ حوزهٔ هنری طی نامه‌ای به معاونت سینمایی وزارت ارشاد اعلام کرد که از نمایش شش فیلم در سالن‌های خود ممانعت خواهد کرد. گفتنی است که حوزهٔ هنری بیش‌ترین شمار سالن‌های سینما را در ایران را دارد. این تصمیم حوزهٔ هنری در حالی صادر شد که بی‌خود و بی‌جهت پس از هفت ماه موفق شده بود پروانه نمایش را از وزارت ارشاد دریافت نماید.
پس از این خبر، کاهانی طی نامه‌ای، به نشانهٔ اعتراض، از اکران فیلمش در سینماهای محدود انصراف داد. به دنبال انصراف کاهانی، پویشی اعتراضی در میان سازندگان پنج فیلم دیگر و به‌طور کلی هنرمندان به راه افتاد.

## فیلم‌شناسی
| سال  | نام فیلم                       | کارگردان | فیلم‌نامه‌نویس | تهیه‌کننده | جوایز |
| ---- | ------------------------------ | -------- | ------------ | --------- | --- |
| ۱۴۰۰ | استخر                          | آری      |              |           | |
| ۱۳۹۷ | آزاد مثل هوا                   | آری      | آری          |           | |
| ۱۳۹۶ | خانم یایا                      | آری      | آری          |           | |
| ۱۳۹۵ | ارادتمند؛ نازنین، بهاره و تینا | آری      | آری          | آری       | |
| ۱۳۹۳ | استراحت مطلق                   | آری      | آری          | آری       | |
| ۱۳۹۲ | وقت داریم حالا                 | آری      | آری          | آری       | |
| ۱۳۹۰ | بی‌خود و بی‌جهت                  | آری      | آری          | آری       | فیلم منتخب منتقدان و نویسندگان مجله فیلم ۱۳۹۱ |
| ۱۳۸۹ | اسب حیوان نجیبی است            | آری      | آری          |           | جایزه ویژه هیئت داوران جشن منتقدان سینمای ایران ۱۳۸۹ |
| ۱۳۸۸ | هیچ                            | آری      | آری          | آری       | جایزه ویژه تماشاگران جشنواره بین‌المللی فیلم زردآلوی طلایی ایروان ۲۰۱۰ |
| ۱۳۸۷ | بیست                           | آری      | آری          |           | جایزه ویژه هیئت داوران جشنواره فیلم کارلووی واری ۲۰۰۹ جایزه کلیسای جهانی جشنواره فیلم کارلووی واری ۲۰۰۹ تندیس نقره‌ای جشنواره فیلم دمشق ۲۰۰۹ دیپلم افتخار بهترین کارگردانی جشنواره فیلم فجر ۱۳۸۷ جایزه بهترین فیلم جشنواره فیلم شهر ۱۳۸۷ جایزه فیلم منتخب دانشگاه‌های ایران ۱۳۸۷ |
| ۱۳۸۷ | آنجا                           | آری      | آری          | آری       | جایزه اسکندر طلایی جشنواره بین‌المللی فیلم تسالونیکی ۲۰۰۸ |
| ۱۳۸۵ | آدم                            | آری      | آری          |           | |
| ۱۳۸۴ | رقص با ماه (ناتمام)            | آری      | آری          |           | |

### کوتاه و مستند
- ظلم آباد (مستند کوتاه تحقیقاتی، ۱۳۸۳)
- چای دو نفره (کوتاه داستانی، ۱۳۸۲)
- باد به دستان (مستند داستانی، ۱۳۸۱)
- سفر به شرق (فیلمنامه‌نویس، ساختهٔ سید مهدی برقعی، ۱۳۸۰)
- مسافران نیاز (کوتاه مستند داستانی، ۱۳۸۰)

## دستاوردها

### جوایز
- جایزهٔ ویژهٔ هیئت داوران جشن منتقدان سینمای ایران ۱۳۸۹ برای فیلم اسب حیوان نجیبی است
- جایزهٔ ویژهٔ تماشاگران جشنوارهٔ بین‌المللی فیلم زردآلوی طلایی ایروان ۲۰۱۰ برای فیلم هیچ
- جایزهٔ ویژهٔ هیئت داوران جشنوارهٔ بین‌المللی فیلم کارلووی واری ۲۰۰۹ برای فیلم بیست
- جایزهٔ کلیسای جهانی جشنوارهٔ بین‌المللی فیلم کارلووی واری ۲۰۰۹ برای فیلم بیست
- تندیس نقره‌ای جشنوارهٔ فیلم دمشق ۲۰۰۹ برای فیلم بیست
- دیپلم افتخار بهترین کارگردانی جشنوارهٔ فیلم فجر ۱۳۸۷ برای فیلم بیست
- جایزهٔ بهترین فیلم جشنوارهٔ فیلم شهر ۱۳۸۷ برای فیلم بیست
- جایزهٔ فیلم منتخب دانشگاه‌های ایران ۱۳۸۷ برای فیلم بیست
- جایزهٔ اسکندر طلایی جشنوارهٔ بین‌المللی فیلم تسالونیکی ۲۰۰۸ برای فیلم آن‌جا

### گرامیداشت
- فیلم منتخب منتقدان و نویسندگان مجلهٔ فیلم ۱۳۹۱ برای فیلم بی‌خود و بی‌جهت
- لوح تقدیر پارلمان کانادا برای تقدیر از یک دهه فعالیت سینمایی[۲۱]